# Crónica Dinástica

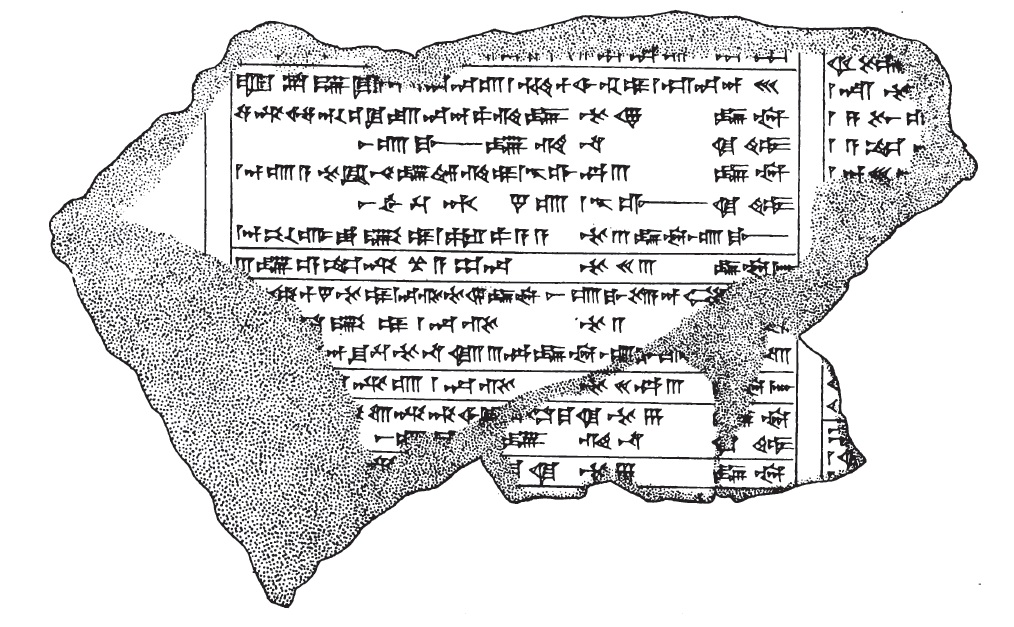
Line art de Leonard William King para un fragmento (K. 8532) de la Crónica Dinástica.

La Crónica Dinástica, Crónica 18 en las Crónicas Asirias y Babilónicas de Grayson  o la Crónica Real Babilónica en las Crónicas Mesopotámicas de Glassner, es un fragmento de un antiguo texto mesopotámico existente en al menos cuatro copias conocidas. En realidad es un texto bilingüe escrito en 6 columnas, que representa una continuación de la tradición de la Lista Real Sumeria hasta el siglo VIII a. C. y es una fuente importante para la reconstrucción de la narrativa histórica de ciertos períodos mal conservados en otros lugares.

## El texto
A partir de las piezas existentes, la obra comienza aparentemente con una lista de nueve reyes antediluvianos de cinco ciudades, tan parecida a la de la Lista Real Sumeria que Thorkild Jacobsen la consideró una variante, y un relato del diluvio antes de continuar con la de las sucesivas dinastías babilónicas. Debido al pobre estado de conservación del centro del texto, hay muchos vacíos (lagunas), y la narración se reanuda con el rey post-casita Simbar-Shipak (ca. 1025-1008 a. C.), siendo el último rey discernible Eriba-Marduk (ca. 769-761 a. C.) aunque ciertamente habría continuado, posiblemente hasta Nabu-shuma-ishkun (ca. 761-748 a. C.), lo que llevó a William W. Hallo a sugerir que era una composición durante el reinado de Nabonasar (747-732 a. C.).
El texto se centra en el lugar de descanso final de los reyes, lo que lleva a algunos a proponer que la legitimidad del gobierno determinaba el lugar del entierro.

## Reconstrucción
El siguiente cotejo debe considerarse preliminar, ya que se siguen identificando pequeños fragmentos, en los que 1A, 1B y 1C probablemente proceden de la misma tablilla aunque actualmente no están unidos: 139 y otros, como 79-7-8, 333+ (copia 2 más abajo) su identificación es discutida.
| Copia | Referencia del Museo                                         | Lugar de descubrimiento |
| ----- | ------------------------------------------------------------ | ----------------------- |
| 1A    | K. 11261 + K. 11624 + K. 12054                               | Nínive                  |
| 1B    | K. 8532 + K. 8533 + K. 8534 + K. 16801 + K. 16930 + K. 19528 | Nínive                  |
| 1C    | 81-7-27, 117                                                 | Nínive                  |
| 2     | 79-7-8, 333 y 339 (duplicado inédito)                        | Nínive                  |
| 3     | BM 35572=Sp. III, 80                                         | Babilonia               |
| 4     | BM 40565=80-11-12, 1088                                      | Babilonia               |